# Metallica
Metallica je ameriška thrash metal skupina iz Los Angelesa, ustanovljena 28. oktobra leta 1981.
Prvotno so skupino sestavljali pevec in ritem kitarist James Hetfield, bobnar Lars Ulrich in solo kitarist Dave Mustaine. Pozneje je Mustaina zamenjal Kirk Hammett, basisti pa so se neprestano menjavali. Trenutno to mesto zaseda Robert Trujillo.
Njihove začetne skladbe so vključevale hiter tempo in agresivno petje, kar jih je povzdignilo med veliko četverico (angleško »big four«) izvajalcev thrash metala, skupaj z Megadeth, Slayer in Anthrax.
Izdali so devet studijskih albumov, dva »live« albuma, dva »EP«-a, štiriindvajset videospotov in štiriinštirideset »singlov«. Skupina je dobila devet nagrad Grammy in izdala pet zaporednih albumov, ki so prišli na prvo mesto na lestvici Billboard 200, kar ni uspelo še nobeni skupini doslej.
So začetniki thrash metala in zgled večini metal skupin, ki so nastale kasneje. Po svetu so prodali okoli 250 milijonov izvodov albumov (vključno z »live« albumi in DVD-ji), na koncertih imajo tudi po več kot 100 tisoč poslušalcev. Osvojili so tudi že praktično vse nagrade, ki v svetu glasbe kaj pomenijo, in imeli skupne koncertne turneje s skoraj vsemi ostalimi velikimi legendami rock glasbe, od skupin The Rolling Stones, Guns N' Roses, Black Sabbath, Iron Maiden, AC/DC pa do mlajših Slipknot in Linkin Park.

## Zgodovina

### Začetek (1981-1983)
Metallica je bila ustanovljena v Los Angelesu leta 1981, ko je bobnar Lars Ulrich v los angeleškem časopisu The Recycler objavil oglas, s katerim je želel poiskati člane za svojo skupino. Glede njenega imena se je Ulrich posvetoval s svojim prijateljem Ronom Quintano, ki mu je predlagal imeni Metal Mania in Metallica, za katero se je na koncu tudi odločil.
Na začetku so jo sestavljali Lars Ulrich, James Hetfield in Dave Mustaine, ki so posneli tudi njihovo prvo pesem Hit the Lights. Takrat je Hetfield igral bas kitaro, pridružil pa se jim je Lloyd Grant, ki je bil solo kitarist. Že njihova prva pesem je bila uspešna in skupina je prvič v živo nastopila 14. 3. 1982 v Anaheimu z novim basistom Ronom McGovneyem.
Pozneje istega leta je Rona McGovneya zamenjal basist Cliff Burton in skupina je z njim prvič nastopila v nočnem klubu The Stone leta 1983.
Istega leta so tudi Davea Mustainea vrgli iz skupine zaradi uživanja drog, pitja alkohola, nasilnega obnašanja in iz osebnih razlogov. Mustaine je kasneje ustanovil skupino Megadeth. Še isto popoldne ga je zamenjal kitarist skupine Exodus Kirk Hammett. Metallica je prvič nastopila z novim kitaristom 16. aprila 1983 v nočnem klubu The Showplace v New Jerseyu.

### Kill 'Em AllinRide the Lightning(1983-1984)
Leta 1983 je Metallica odpotovala v Rochester, New York, da bi posnela svoj prvi album Metal up Your Ass, vendar pa je založba zahtevala, da naslov spremenijo in zato so ga preimenovali v Kill 'Em All. Album je izšel v skromnih 1500 izvodih poleti leta 1983 in že takoj nakazala prodornost in kakovost skupine. Prišel na 120. mesto lestvice Billboard 200 in čeprav ni bil finančno pretirano uspešen, so si z njim pridobili veliko poslušalcev. Skupina je odšla na turnejo Kill 'Em All for One, in februarja 1984 je že nastopala pred 7000 ljudmi na festivalu Aardschok na Nizozemskem. Pesmi kot so Seek & Destroy, Jump in the Fire, The Four Horseman in Motorbreath so pritegnile mnogo pozornosti in skupini utrle pot k drugemu albumu.
Metallica je posnela svoj drugi studijski album Ride the Lightning v Sweet Studios v Københavnu na Danskem. Izšel je avgusta leta 1984, na lestvici Billboard 200 pa je prišel na 100. mesto. V Franciji so po pomoti natisnili zelene naslovnice albuma, ki pa jih zdaj prištevajo med zbirateljske primerke. Pesmi kot so Fade to Black, For Whom the Bell Tolls in The Call of Ktulu, so samo še potrdile Metallicino bleščečo prihodnost. Ta se je potrdila z albumom, ki ga marsikdo priznava kot najbolši metalski album vseh časov, Master of Puppets. In metal ni bil nikoli več enak.

### Master of Puppets(1984-1986)
Njihov tretji studijski album Master of Puppets je bil posnet v studijih Sweet Silence, izdan pa je bil marca leta 1986. Le-ta je skupino dokončno uvrstil med četverico velikih thrash imen osemdesetih. Ob Metallici so bile to še skupine Slayer, Anthrax in Megadeth. S pesmimi, kot so Orion, Disposable Heroes, Welcome Home (Sanitarium) in Master of Puppets so prepričali še zadnje skeptike. Album se je povzpel na 29. mesto lestvice Billboard 200, na njej pa je ostal 72 tednov. Steve Huey iz Allmusic je imel ta album za »največji dosežek skupine«. Po izdaji albuma so se Ozzyju Osbourneu pridružili na turneji po ZDA. Pred tem si je James Hetfield zlomil zapestje in je zato na koncertih lahko le pel, kitaro pa je igral nadomestni ritem kitarist John Marshall.

### Smrt Cliffa Burtona in Garage Days Re-Revisited (1986–1987)
27. septembra leta 1986, sredi evropskega dela turneje Damage, Inc. so člani skupine žrebali na katerem pogradu bodo spali. Zmagal je Burton in izbral, da bo spal na Hammettovem. Okoli zore blizu kraja Dörarp na Švedskem je voznik avtobusa izgubil nadzor nad vozilom, ki se je zdrsnilo vstran, zaradi česar se je avtobus začel prevračati. Ulrich, Hammett in Hetfield niso utrpeli hujših poškodb, basist Burton pa je bil ukleščen pod vozilom in umrl. Preostali člani skupine so se znašli v precepu in so bili neodločeni glede prihodnosti skupine, vendar so menili, da bi Cliff želel, da nadaljujejo z ustvarjanjem in po premisleku in odobravanju Cliffove družine so začeli iskati zamenjavo.
Okoli 40 ljudi se je prijavilo na avdicijo, med njimi tudi Hammettova prijatelja iz otroštva Les Claypool iz skupine Primus, Troy Gregory iz skupine Prong in Jason Newsted iz skupine Flotsam and Jetsam. Hetfield, Ulrich in Hammett so se odločili, da je Newsted pravšnja zamenjava za Burtona in z njim je skupina nadaljevala glasbeno pot. Prvič so skupaj nastopili v Country klubu v Kaliforniji.
Marca leta 1987 si je Hetfield že drugič zlomil zapestje in nadomestni kitarist Marshall se je vrnil, da ga bi igral ritem kitaro namesto njega, vendar jih je poškodba prisilila, da so odpovedali nastop v oddaji Saturday Night Live. Metallica je turnejo končala v prvih mesecih leta 1987 in avgusta 1987 je izšel EP z naslovom The $5.98 E.P.: Garage Days Re-Revisited. Posnet je bil, da bi izkoristili njihov na novo zgrajen snemalni studio, preizkusili Newstedovo nadarjenost in se osvobodili žalosti in stresa, ki sta sledila Burtonovi smrti. Video z naslovom Cliff 'Em All je izšel leta 1987 in je počastil spomin na Burtonova tri leta v Metallici. Vseboval je njegove solote na bas kitari, doma posnete video posnetke in slike.

## Studijski albumi
- Kill 'Em All (1983)
- Ride the Lightning (1984)
- Master of Puppets (1986)
- ...And Justice for All (1988)
- Metallica (1991)
- Load (1996)
- Reload (1997)
- St. Anger (2003)
- Death Magnetic (2008)
- Hardwired...To Self-Destruct (2016)
- 72 Seasons (2023)